# Palanutsaari (ö i Södra Karelen, Imatra, lat 61,55, long 29,22)
Palanutsaari är en ö i Finland. Den ligger i sjön Saarijärvi och i kommunen Ruokolax i den ekonomiska regionen  Imatra ekonomiska region  och landskapet Södra Karelen, i den sydöstra delen av landet, 270 km nordost om huvudstaden Helsingfors. Öns area är 1,1 hektar och dess största längd är 160 meter i nord-sydlig riktning.